# Nesticella taurama
Nesticella taurama är en spindelart som beskrevs av Pekka T. Lehtinen och Michael Ilmari Saaristo 1980. Nesticella taurama ingår i släktet Nesticella och familjen grottspindlar. Inga underarter finns listade i Catalogue of Life.